# Cardiochiles albopilosus
Cardiochiles albopilosus är en stekelart som beskrevs av Szepligeti 1902. Cardiochiles albopilosus ingår i släktet Cardiochiles och familjen bracksteklar. Inga underarter finns listade.